# Władysław Smereczyński

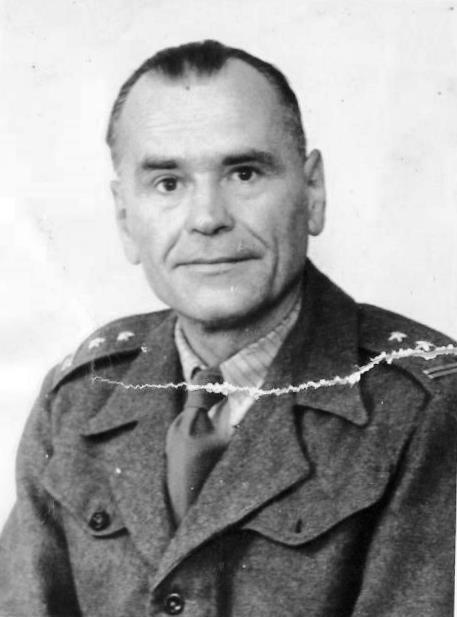
Władysław Smereczyński; ok. 1945

Władysław Smereczyński właśc. Franciszek Rola ps. Dąb, Esem, Halny, Hucuł, Konar, Patron, Stefan (ur. 10 października 1895 w Pyzówce, zm. 17 lipca 1958 w Świdrze) – podpułkownik piechoty Wojska Polskiego, komendant Okręgu Lwów Związku Walki Zbrojnej i Armii Krajowej od października 1941 roku do grudnia 1942 roku, komendant Okręgu Stanisławów ZWZ-1 w latach 1940–1941, komendant Okręgu Stanisławów ZWZ od września do października 1941 roku, kawaler Orderu Virtuti Militari.

## Życiorys
Urodził się 10 października 1895 we wsi Pyzówka, w rodzinie Jana i Zofii z Czerwińskich. Uczył się w latach 1906–1914 w gimnazjum klasycznym w Nowym Targu. Od 1912 roku był członkiem Polowych Drużyn Podhalańskich. W czasie I wojny światowej należał do Drużyny Strzeleckiej, potem walczył w szeregach 2 pułku piechoty Legionów, w którym od 1915 roku do 20 marca 1918 roku dowodził plutonem. Awansował kolejno na chorążego (1 kwietnia 1916 roku) i podporucznika (1 kwietnia 1917 roku). Był dwukrotnie ranny. Po bitwie pod Rarańczą przebił się do II Korpusu, gdzie również dowodził plutonem. Po bitwie pod Kaniowem dostał się do niemieckiej niewoli, skąd uciekł do Kijowa. Był tam od lipca do grudnia 1918 roku komendantem rejonu prawdopodobnie POW.
Pod koniec grudnia 1918 roku wrócił do Polski i został przydzielony do Szkoły Podchorążych w Warszawie, a następnie do Szkoły Podoficerów Piechoty w Dęblinie. W obu tych szkołach, do 15 kwietnia 1920 roku, dowodził kompaniami szkolnymi.
W czasie wojny polsko-bolszewickiej dowodził baonem w 105 Rezerwowym pułku piechoty. Od września 1920 roku do 1922 roku dowodził baonem szkolnym w Szkole Podoficerów Piechoty.
3 maja 1922 roku został zweryfikowany w stopniu kapitana ze starszeństwem z dniem 1 czerwca 1919 roku i 426. lokatą w korpusie oficerów piechoty. 10 lipca 1922 roku został zatwierdzony na stanowisku pełniącego obowiązki dowódcy batalionu w 27 pułku piechoty w Częstochowie. W 1923 roku pełnił obowiązki dowódcy I batalionu, a po awansie na majora został zatwierdzony na tym stanowisku. 1 grudnia 1924 roku awansował na majora ze starszeństwem z dniem 15 sierpnia 1924 roku i 126. lokatą w korpusie oficerów piechoty. W 1925 roku był kwatermistrzem pułku. 25 sierpnia 1926 roku został przesunięty na stanowisko dowódcy II batalionu. Następnie został przesunięty na stanowisko obwodowego komendanta Przysposobienia Wojskowego. W okresie 1930–1932 dowodził baonem w 61 pułku piechoty, a w latach 1932–1937 dowodził batalionem KOP „Ostróg”. 27 czerwca 1935 roku został awansowany na podpułkownika ze starszeństwem z dniem 1 stycznia 1935 roku i 5. lokatą w korpusie oficerów piechoty. Od 1937 roku był zastępcą dowódcy 19 pułku piechoty Odsieczy Lwowa we Lwowie.
W czasie kampanii wrześniowej dowodził Ośrodkiem Zapasowym 5 Dywizji Piechoty do 8 września, a następnie do 22 września 19 pp i 40 pułkiem piechoty rezerwy. Walczył w obronie Lwowa i w bitwach w rejonach Sichowa i Pirogówki.
Od października 1939 działał w konspiracji: w latach 1940–1941 był komendantem Okręgu nr IV Stanisławów, od października 1941 był p.o. komendanta Okręgu Lwów ZWZ i następnie AK. 17 grudnia 1942 roku został aresztowany wraz z żoną i synem przez Gestapo. Był więziony początkowo we Lwowie, od sierpnia w obozie koncentracyjnym na Majdanku. W obozie tym kierował powstałą tam w październiku 1943 roku siatką AK. W kwietniu 1944 roku został wywieziony do obozu Auschwitz-Birkenau, gdzie również kierował liczną podziemną organizacją wojskową, zarówno męską jak i kobiecą. Od października 1944 był więziony w obozie Buchenwald, skąd w kwietniu 1945 roku uwolniły go wojska alianckie. Do sierpnia 1947 roku był leczony w szpitalu wojskowym w Warburgu, po czym wrócił do Polski.
W latach 1947–1948 pracował jako pracownik umysłowy w cukrowni we Wschowie, a następnie, do 1955 roku w biurze prawnym dyrekcji Lasów Państwowych w Szczecinku.
Zmarł 17 lipca 1958 roku w Świdrze. Został pochowany na Cmentarzu Wojskowym na Powązkach w kwaterze baonów „Miotła” i „Parasol” (kwatera A24-6-20).
Był dwukrotnie żonaty: jego pierwsza żona, Helena Wolszczanin zmarła w 1944 roku w Auschwitz-Birkenau. Mieli syna Jana (1922–1943) zmarłego w obozie koncentracyjnym Mauthausen-Gusen. W 1951 roku ożenił się z Ireną Wolczyńską.

## Ordery i odznaczenia
- Krzyż Srebrny Orderu Wojskowego Virtuti Militari nr 4773 (1921)[14][15]
- Krzyż Niepodległości (9 listopada 1931)[16]
- Krzyż Walecznych czterokrotnie[17] (1920, 1921, według nekrologu – trzykrotnie)
- Złoty Krzyż Zasługi – 19 marca 1937 „za zasługi w służbie wojskowej”[18][12]